# Tour de Catalogne 1945
Le Tour de Catalogne 1945 est la 25e édition du Tour de Catalogne, une course cycliste par étapes en Espagne. L’épreuve se déroule sur 16 étapes entre le 2 et le 16 septembre 1945, sur un total de 1 825 km. Le vainqueur final est l'Espagnol Bernardo Ruiz. Il devance Joan Gimeno et Robert Zimmermann.
Pour célébrer la 25e édition, les organisateurs prévoient 14 étapes, dont deux qui se divisent en deux secteurs. Le jour du départ, sont présents le fondateur de la "Volta" Michael Arteman et les anciens vainqueurs Sebastiàn Masdeu, José Magdalena et Juan Martí.
Juan Gimeno mène la course jusqu'à ce que, lors de la 9e étape, il rompt sa chaîne à Coll de Nargó et perd toute possibilité de victoire.

## Étapes
| Étape | Date         | Parcours                     | km    | Vainqueur d’étape       | Leader du classement général |
| ----- | ------------ | ---------------------------- | ----- | ----------------------- | ---------------------------- |
| 1e    | 2 septembre  | Montjuïc - Montjuïc          | 48,0  | Enrique Armengol (ESP)  | Enrique Armengol (ESP)       |
| 2e    | 2 septembre  | Barcelone - Manresa          | 69,0  | Antonio Martín (ESP)    | Joan Gimeno (ESP)            |
| 3e    | 3 septembre  | Manresa - Reus               | 136,0 | Vicente Carretero (ESP) | Joan Gimeno (ESP)            |
| 4e    | 4 septembre  | Reus - Tortosa               | 119,0 | Vicente Carretero (ESP) | Joan Gimeno (ESP)            |
| 5e    | 5 septembre  | Tortosa - Tarragone          | 142,0 | Miguel Gual (ESP)       | Joan Gimeno (ESP)            |
| 6a e  | 7 septembre  | Tarragone - Valls (clm)      | 21,0  | Cipriano Elys (ESP)     | Joan Gimeno (ESP)            |
| 6a B  | 7 septembre  | Valls - Tàrrega              | 80,0  | Miguel Gual (ESP)       | Joan Gimeno (ESP)            |
| 7e    | 8 septembre  | Tàrrega - Gironella          | 112,0 | Miguel Gual (ESP)       | Joan Gimeno (ESP)            |
| 8e    | 9 septembre  | Gironella - Tremp            | 158,0 | Vicente Carretero (ESP) | Joan Gimeno (ESP)            |
| 9e    | 10 septembre | Tremp - Seu d'Urgell         | 92,0  | Robert Zimmermann (SUI) | Bernardo Ruiz (ESP)          |
| 10e   | 11 septembre | Seu d'Urgell - Palafrugell   | 232,0 | Joan Gimeno (ESP)       | Bernardo Ruiz (ESP)          |
| 11e   | 13 septembre | Palafrugell - Girona         | 139,0 | Vicente Carretero (ESP) | Bernardo Ruiz (ESP)          |
| 12a e | 14 septembre | Girona - Lloret de Mar (clm) | 50,0  | Robert Zimmermann (SUI) | Bernardo Ruiz (ESP)          |
| 12a B | 14 septembre | Lloret de Mar - Manlleu      | 112,0 | Vicente Carretero (ESP) | Bernardo Ruiz (ESP)          |
| 13e   | 15 septembre | Manlleu - Granollers         | 180,0 | Vicente Carretero (ESP) | Bernardo Ruiz (ESP)          |
| 14e   | 16 septembre | Granollers - Barcelone       | 132,0 | Miguel Gual (ESP)       | Bernardo Ruiz (ESP)          |

### Étape 1 Barcelone - Barcelone. 48,0 km
|   | Cycliste         | Équipe                    | Temps           |
| - | ---------------- | ------------------------- | --------------- |
| 1 | Enrique Armengol | U.C. Hospitalet - Galindo | 1 h 17 min 26 s |
| 2 | Bernardo Ruiz    | Galindo                   | m.t.            |
| 3 | Vicente Gimeno   | UE Sants                  | + 31 s          |

|   | Cycliste         | Équipe                    | Temps           |
| - | ---------------- | ------------------------- | --------------- |
| 1 | Enrique Armengol | U.C. Hospitalet - Galindo | 1 h 17 min 26 s |
| 2 | Bernardo Ruiz    | Galindo                   | m.t.            |
| 3 | Vicente Gimeno   | UE Sants                  | + 31 s          |

### Étape 2. Barcelone - Manresa. 69,0 km
|   | Cycliste       | Équipe                    | Temps           |
| - | -------------- | ------------------------- | --------------- |
| 1 | Antonio Martín | UE Sants                  | 2 h 01 min 20 s |
| 2 | Joan Gimeno    | U.C. Hospitalet - Galindo | m.t.            |
| 3 | Juan Martínez  | A.C. Montjuïc             | + 33 s          |

|   | Cycliste      | Équipe                    | Temps           |
| - | ------------- | ------------------------- | --------------- |
| 1 | Joan Gimeno   | U.C. Hospitalet - Galindo | 3 h 20 min 50 s |
| 2 | Juan Martínez | A.C. Montjuïc             | + 33 s          |
| 3 | Joaquim Olmos | U.C. Hospitalet - Galindo | + 1 min 05 s    |

### Étape 3. Manresa - Reus. 136,0 km
|   | Cycliste          | Équipe                  | Temps           |
| - | ----------------- | ----------------------- | --------------- |
| 1 | Vicente Carretero | Galindo                 | 4 h 09 min 30 s |
| 2 | Pietro Tarchini   | Pirelli                 | + 2 min 18 s    |
| 3 | Miguel Gual       | A.C. Montjuïc - Galindo | m.t.            |

|   | Cycliste      | Équipe                    | Temps           |
| - | ------------- | ------------------------- | --------------- |
| 1 | Joan Gimeno   | U.C. Hospitalet - Galindo | 7 h 31 min 22 s |
| 2 | Juan Martínez | A.C. Montjuïc             | + 33 s          |
| 3 | Pedro Más     | A.C. Montjuïc             | + 45 s          |

### Étape 4. Reus - Tortosa. 119,0 km
|   | Cycliste          | Équipe                    | Temps           |
| - | ----------------- | ------------------------- | --------------- |
| 1 | Vicente Carretero | Galindo                   | 4 h 02 min 22 s |
| 2 | Joan Gimeno       | U.C. Hospitalet - Galindo | m.t.            |
| 3 | Miguel Gual       | A.C. Montjuïc - Galindo   | m.t.            |

|   | Cycliste          | Équipe                    | Temps            |
| - | ----------------- | ------------------------- | ---------------- |
| 1 | Joan Gimeno       | U.C. Hospitalet - Galindo | 11 h 33 min 44 s |
| 2 | Vicente Carretero | Galindo                   | + 1 min 42 s     |
| 3 | Bernardo Ruiz     | Galindo                   | + 4 min 32 s     |

### Étape 5. Tortosa - Tarragone. 142,0 km
|   | Cycliste        | Équipe                  | Temps           |
| - | --------------- | ----------------------- | --------------- |
| 1 | Miguel Gual     | A.C. Montjuïc - Galindo | 4 h 54 min 11 s |
| 2 | Pietro Tarchini | Pirelli                 | m.t.            |
| 3 | Miguel Casas    | C.C. Provençalenc       | m.t.            |

|   | Cycliste          | Équipe                    | Temps            |
| - | ----------------- | ------------------------- | ---------------- |
| 1 | Joan Gimeno       | U.C. Hospitalet - Galindo | 16 h 27 min 55 s |
| 2 | Vicente Carretero | Galindo                   | + 1 min 42 s     |
| 3 | Bernardo Ruiz     | Galindo                   | + 4 min 32 s     |

### Étape 6. (6A Tarragone-Valls 21 km) et (6B Valls-Tàrrega 80 km)
|   | Cycliste      | Équipe                    | Temps       |
| - | ------------- | ------------------------- | ----------- |
| 1 | Cipriano Elys | D.C. Manresà - Galindo    | 32 min 36 s |
| 2 | Bernardo Ruiz | Galindo                   | + 31 s      |
| 3 | Joan Gimeno   | U.C. Hospitalet - Galindo | + 43 s      |

|   | Cycliste        | Équipe                  | Temps           |
| - | --------------- | ----------------------- | --------------- |
| 1 | Miguel Gual     | A.C. Montjuïc - Galindo | 3 h 35 min 25 s |
| 2 | Pietro Tarchini | Pirelli                 | m.t.            |
| 3 | Bernardo Ruiz   | Galindo                 | m.t.            |

|   | Cycliste      | Équipe                    | Temps           |
| - | ------------- | ------------------------- | --------------- |
| 1 | Cipriano Elys | D.C. Manresà - Galindo    | 4 h 08 min 05 s |
| 2 | Bernardo Ruiz | Galindo                   | + 27 s          |
| 3 | Joan Gimeno   | U.C. Hospitalet - Galindo | + 43 s          |

|   | Cycliste          | Équipe                    | Temps            |
| - | ----------------- | ------------------------- | ---------------- |
| 1 | Joan Gimeno       | U.C. Hospitalet - Galindo | 20 h 36 min 43 s |
| 2 | Vicente Carretero | Galindo                   | + 2 min 03 s     |
| 3 | Bernardo Ruiz     | Galindo                   | + 4 min 16 s     |

### Étape 7. Tàrrega - Gironella. 112,0 km
|   | Cycliste        | Équipe                  | Temps           |
| - | --------------- | ----------------------- | --------------- |
| 1 | Miguel Gual     | A.C. Montjuïc - Galindo | 3 h 58 min 08 s |
| 2 | Antonio Martín  | UE Sants                | m.t.            |
| 3 | Pietro Tarchini | Pirelli                 | m.t.            |

|   | Cycliste          | Équipe                    | Temps            |
| - | ----------------- | ------------------------- | ---------------- |
| 1 | Joan Gimeno       | U.C. Hospitalet - Galindo | 24 h 34 min 51 s |
| 2 | Vicente Carretero | Galindo                   | + 2 min 03 s     |
| 3 | Bernardo Ruiz     | Galindo                   | + 4 min 16 s     |

### Étape 8. Gironella - Tremp. 158,0 km
|   | Cycliste          | Équipe                    | Temps           |
| - | ----------------- | ------------------------- | --------------- |
| 1 | Vicente Carretero | Galindo                   | 5 h 33 min 43 s |
| 2 | Joan Gimeno       | U.C. Hospitalet - Galindo | m.t.            |
| 3 | Bernardo Ruiz     | Galindo                   | m.t.            |

|   | Cycliste          | Équipe                    | Temps            |
| - | ----------------- | ------------------------- | ---------------- |
| 1 | Joan Gimeno       | U.C. Hospitalet - Galindo | 30 h 08 min 34 s |
| 2 | Vicente Carretero | Galindo                   | + 2 min 03 s     |
| 3 | Bernardo Ruiz     | Galindo                   | + 4 min 16 s     |

### Étape 9. Tremp - la Seu d'Urgell. 92,0 km
|   | Cycliste          | Équipe   | Temps           |
| - | ----------------- | -------- | --------------- |
| 1 | Robert Zimmermann | Pirelli  | 3 h 00 min 42 s |
| 2 | Bernardo Ruiz     | Galindo  | m.t.            |
| 3 | Antonio Martín    | UE Sants | + 4 min 58 s    |

|   | Cycliste          | Équipe                    | Temps            |
| - | ----------------- | ------------------------- | ---------------- |
| 1 | Bernardo Ruiz     | Galindo                   | 33 h 13 min 32 s |
| 2 | Vicente Carretero | Galindo                   | + 9 min 35 s     |
| 3 | Arturo Dorsé      | U.C. Hospitalet - Galindo | + 15 min 12 s    |

### Étape 10. la Seu d'Urgell - Palafrugell. 232,0 km
|   | Cycliste      | Équipe                    | Temps           |
| - | ------------- | ------------------------- | --------------- |
| 1 | Joan Gimeno   | U.C. Hospitalet - Galindo | 7 h 57 min 30 s |
| 2 | Joaquim Olmos | U.C. Hospitalet - Galindo | m.t.            |
| 3 | Joaquim Filba | A.C. Montjuïc             | m.t.            |

|   | Cycliste          | Équipe                    | Temps            |
| - | ----------------- | ------------------------- | ---------------- |
| 1 | Bernardo Ruiz     | Galindo                   | 41 h 11 min 02 s |
| 2 | Vicente Carretero | Galindo                   | + 13 min 48 s    |
| 3 | Joan Gimeno       | U.C. Hospitalet - Galindo | + 25 min 20 s    |

### Étape 11. Palafrugell - Girona. 139,0 km
|   | Cycliste          | Équipe                    | Temps           |
| - | ----------------- | ------------------------- | --------------- |
| 1 | Vicente Carretero | Galindo                   | 4 h 37 min 04 s |
| 2 | Joaquim Filba     | A.C. Montjuïc             | m.t.            |
| 3 | Arturo Dorsé      | U.C. Hospitalet - Galindo | m.t.            |

|   | Cycliste          | Équipe                    | Temps            |
| - | ----------------- | ------------------------- | ---------------- |
| 1 | Bernardo Ruiz     | Galindo                   | 41 h 11 min 02 s |
| 2 | Vicente Carretero | Galindo                   | + 12 min 13 s    |
| 3 | Joan Gimeno       | U.C. Hospitalet - Galindo | + 13 min 45 s    |

### Étape 12. (12A Girona-Lloret de Mar 50 km) et (12B Lloret de Mar-Manlleu 112 km)
|   | Cycliste          | Équipe                    | Temps        |
| - | ----------------- | ------------------------- | ------------ |
| 1 | Robert Zimmermann | Pirelli                   | 32 min 36 s  |
| 2 | Joan Gimeno       | U.C. Hospitalet - Galindo | + 1 min 31 s |
| 3 | Hans Maag         | Pirelli                   | + 1 min 49 s |

|   | Cycliste          | Équipe                    | Temps           |
| - | ----------------- | ------------------------- | --------------- |
| 1 | Vicente Carretero | Galindo                   | 4 h 13 min 35 s |
| 2 | Joan Gimeno       | U.C. Hospitalet - Galindo | + 1 s           |
| 3 | João Rebelo       | Sporting Portugal         | + 3 s           |

|   | Cycliste          | Équipe                    | Temps           |
| - | ----------------- | ------------------------- | --------------- |
| 1 | Robert Zimmermann | Pirelli                   | 5 h 20 min 32 s |
| 2 | Joan Gimeno       | U.C. Hospitalet - Galindo | + 1 min 32 s    |
| 3 | João Rebelo       | Sporting Portugal         | + 2 min 21 s    |

|   | Cycliste          | Équipe                    | Temps            |
| - | ----------------- | ------------------------- | ---------------- |
| 1 | Bernardo Ruiz     | Galindo                   | 51 h 15 min 18 s |
| 2 | Joan Gimeno       | U.C. Hospitalet - Galindo | + 10 min 12 s    |
| 3 | Robert Zimmermann | Pirelli                   | + 12 min 08 s    |

### Étape 13. Manlleu - Granollers. 180,0 km
|   | Cycliste          | Équipe                    | Temps           |
| - | ----------------- | ------------------------- | --------------- |
| 1 | Vicente Carretero | Galindo                   | 6 h 29 min 45 s |
| 2 | Pedro Más         | A.C. Montjuïc             | m.t.            |
| 3 | Joaquim Olmos     | U.C. Hospitalet - Galindo | m.t.            |

|   | Cycliste          | Équipe                    | Temps            |
| - | ----------------- | ------------------------- | ---------------- |
| 1 | Bernardo Ruiz     | Galindo                   | 57 h 45 min 03 s |
| 2 | Joan Gimeno       | U.C. Hospitalet - Galindo | + 10 min 12 s    |
| 3 | Robert Zimmermann | Pirelli                   | + 12 min 08 s    |

### Étape 14. Granollers - Barcelone. 132,0 km
|   | Cycliste     | Équipe                    | Temps           |
| - | ------------ | ------------------------- | --------------- |
| 1 | Miguel Gual  | A.C. Montjuïc - Galindo   | 3 h 57 min 50 s |
| 2 | Arturo Dorsé | U.C. Hospitalet - Galindo | m.t.            |
| 3 | Pedro Más    | A.C. Montjuïc             | m.t.            |

|   | Cycliste          | Équipe                    | Temps            |
| - | ----------------- | ------------------------- | ---------------- |
| 1 | Bernardo Ruiz     | Galindo                   | 61 h 43 min 33 s |
| 2 | Joan Gimeno       | U.C. Hospitalet - Galindo | + 9 min 32 s     |
| 3 | Robert Zimmermann | Pirelli                   | + 11 min 28 s    |

## Classement final
| Pos. | Cycliste                    | Équipe                    | Temps             |
| ---- | --------------------------- | ------------------------- | ----------------- |
| 1    | Bernardo Ruiz (ESP)         | Galindo                   | 61 h 43 min 33 s  |
| 2    | Joan Gimeno (ESP)           | U.C. Hospitalet - Galindo | + 9 min 32 s      |
| 3    | Robert Zimmermann (SUI)     | Pirelli                   | + 11 min 28 s     |
| 4    | Vicente Carretero (ESP)     | Galindo                   | + 15 min 22 s     |
| 5    | Antonio Andrés Sancho (ESP) | UE Sants                  | + 22 min 23 s     |
| 6    | Arturo Dorsé (ESP)          | U.C. Hospitalet - Galindo | + 33 min 22 s     |
| 7    | João Rebelo (POR)           | Sporting Portugal         | + 47 min 57 s     |
| 8    | Joaquim Filba (ESP)         | A.C. Montjuïc             | + 56 min 11 s     |
| 9    | Miguel Gual (ESP)           | A.C. Montjuïc - Galindo   | + 56 min 29 s     |
| 10   | Cipriano Elys (ESP)         | Galindo                   | + 1 h 11 min 40 s |

## Classements annexes
| Pos. | Cycliste          | Équipe                  | Points |
| ---- | ----------------- | ----------------------- | ------ |
| 1    | Vicente Carretero | Galindo                 | 11     |
| 2    | Bernardo Ruiz     | Galindo                 | 10     |
| 3    | Miguel Gual       | A.C. Montjuïc - Galindo | 8      |

| Pos. | Équipe          | Temps             |
| ---- | --------------- | ----------------- |
| 1    | U.C. Hospitalet | 187 h 34 min 34 s |
| 2    | A.C. Montjuïc   | + 49 min 36 s     |
| 3    | UE Sants        | + 1 h 37 min 49 s |